# 波克里什夫
50°14′32″N 29°24′41″E / 50.24222°N 29.41139°E
波克里什夫（烏克蘭語：Покришів）是烏克蘭北部的村莊，隸屬日托米爾州的日托米爾區。該村面積17平方公里，海拔高度177米，2001年人口479，人口密度每平方公里28.18人。